# Ulrich Ratzel
Ulrich Ratzel (* 30. Mai 1963 in Karlsruhe; † 10. Februar 2025 ebenda) war ein deutscher Physiker, Entomologe und Lepidopterologe.
Er war Mitautor mehrerer Bände der Buchreihe Die Schmetterlinge Baden-Württembergs (1991–2005). Auch an der umfangreichen Publikation Wandel der Nachtfalterfauna Baden-Württembergs seit 1970 (2022) war er beteiligt. Seinen Forschungsschwerpunkt bildeten die Blütenspanner der Gattung Eupithecia. Aus dieser Gattung beschrieb er, meist zusammen mit dem russischen Entomologen Vladimir Mironov (St. Petersburg), über 20 für die Wissenschaft neue Nachtfalterarten aus dem Himalaya (Nepal, Bhutan, Pakistan/Kashmir), aus Marokko, Iran, Afghanistan und Syrien. Eine Publikation – zusammen mit dem niederländischen Entomologen und Forensiker Cees (Cornelis) Gielis aus Leiden – beschäftigt sich mit den Schmetterlingsfamilien Pterophoridae („Federmotten“) und Alucitidae („Federgeistchen“) Bhutans. Darin wird eine neue Spezies beschrieben.

## Erstbeschreibungen
- Alucita pseudospilodesma Gielis & Ratzel (2023)[9]
- Eupithecia basurmanca Mironov & Ratzel (2012)[10]
- Eupithecia brandti Ratzel & Mironov (2012)[10]
- Eupithecia cooptata ssp. steineri Ratzel (2018)[11]
- Eupithecia eduardi Mironov & Ratzel (2012)[12]
- Eupithecia efferata Mironov & Ratzel (2008)[13]
- Eupithecia egregiata Mironov & Ratzel (2008)[13]
- Eupithecia exicterata Mironov & Ratzel (2008)[13]
- Eupithecia falkenbergi Ratzel (2011)[14]
- Eupithecia firmata Mironov & Ratzel (2008)[13]
- Eupithecia fredi Mironov & Ratzel (2012)[15]
- Eupithecia fuscorufa Mironov & Ratzel (2012)[12]
- Eupithecia improvisa Mironov & Ratzel (2012)[12]
- Eupithecia karli Ratzel & Mironov (2008)[13]
- Eupithecia leamariae Ratzel (2011)[14]
- Eupithecia naumanni Mironov & Ratzel (2012)[15]
- Eupithecia persidis Mironov & Ratzel (2012)[10]
- Eupithecia pusillata kashmirica Mironov & Ratzel (2008)[13]
- Eupithecia tabestana Mironov & Ratzel (2012)[15]
- Eupithecia truschi Ratzel & Mironov (2012)[10]
- Eupithecia utae Ratzel (2011)[14]
- Eupithecia vetula Mironov & Ratzel (2008)[13]
- Eupithecia weigti Mironov & Ratzel (2012)[16]
- Eupithecia zagrosata Mironov & Ratzel (2012)[10]

Damit gehört er für diese Artengruppe zu den weltweit führenden Experten. Neben Publikationen über Schmetterlinge veröffentlichte er auch Arbeiten über nukleare Astrophysik, Lärmschutz und elektromagnetische Felder.